# Calodia guttivena
Calodia guttivena är en insektsart som beskrevs av Walker 1857. Calodia guttivena ingår i släktet Calodia och familjen dvärgstritar. Inga underarter finns listade i Catalogue of Life.